# نورمان إس. هال
نورمان إس. هال (بالإنجليزية: Norman S. Hall)‏ هو كاتب سيناريو أمريكي، ولد في 21 يوليو 1895 في نيو ميلفورد في الولايات المتحدة، وتوفي في 12 ديسمبر 1964 في لوس أنجلوس في الولايات المتحدة.

## وصلات خارجية
- نورمان إس. هال على موقع IMDb (الإنجليزية)
- نورمان إس. هال على موقع قاعدة بيانات الفيلم (الإنجليزية)